# Thorsten Margis
Thorsten Margis (Bad Honnef, 14 de agosto de 1989) es un deportista alemán que compite en bobsleigh en las modalidades doble y cuádruple.
Participó en tres Juegos Olímpicos de Invierno, entre los años 2014 y 2022, obteniendo en total cuatro medallas de oro, dos en Pyeongchang 2018, en las pruebas doble (junto con Francesco Friedrich) y cuádruple (con Francesco Friedrich, Candy Bauer y Martin Grothkopp), y dos en Pekín 2022, en el doble (con Francesco Friedrich) y en el cuádruple (con Francesco Friedrich, Candy Bauer y Alexander Schüller).
Ganó once medallas en el Campeonato Mundial de Bobsleigh entre los años 2015 y 2024, y once medallas en el Campeonato Europeo de Bobsleigh entre los años 2014 y 2023.

## Palmarés internacional
| Juegos Olímpicos   | Juegos Olímpicos            | Juegos Olímpicos  | Juegos Olímpicos |
| Año                | Lugar                       | Medalla           | Prueba           |
| ------------------ | --------------------------- | ----------------- | ---------------- |
| 2018               | Pyeongchang (Corea del Sur) | Medalla de oro    | Doble            |
| 2018               | Pyeongchang (Corea del Sur) | Medalla de oro    | Cuádruple        |
| 2022               | Pekín (China)               | Medalla de oro    | Doble            |
| 2022               | Pekín (China)               | Medalla de oro    | Cuádruple        |
| Campeonato Mundial |                             |                   |                  |
| Año                | Lugar                       | Medalla           | Prueba           |
| 2015               | Winterberg (Alemania)       | Medalla de oro    | Doble            |
| 2016               | Igls (Austria)              | Medalla de oro    | Doble            |
| 2016               | Igls (Austria)              | Medalla de plata  | Cuádruple        |
| 2017               | Königssee (Alemania)        | Medalla de oro    | Doble            |
| 2017               | Königssee (Alemania)        | Medalla de oro    | Cuádruple        |
| 2019               | Whistler (Canadá)           | Medalla de oro    | Doble            |
| 2019               | Whistler (Canadá)           | Medalla de oro    | Cuádruple        |
| 2020               | Altenberg (Alemania)        | Medalla de oro    | Doble            |
| 2021               | Altenberg (Alemania)        | Medalla de oro    | Cuádruple        |
| 2023               | Sankt Moritz (Suiza)        | Medalla de oro    | Cuádruple        |
| 2024               | Winterberg (Alemania)       | Medalla de oro    | Cuádruple        |
| Campeonato Europeo |                             |                   |                  |
| Año                | Lugar                       | Medalla           | Prueba           |
| 2014               | Königssee (Alemania)        | Medalla de bronce | Cuádruple        |
| 2015               | La Plagne (Francia)         | Medalla de bronce | Cuádruple        |
| 2017               | Winterberg (Alemania)       | Medalla de oro    | Doble            |
| 2018               | Igls (Austria)              | Medalla de oro    | Doble            |
| 2018               | Igls (Austria)              | Medalla de plata  | Cuádruple        |
| 2019               | Königssee (Alemania)        | Medalla de oro    | Doble            |
| 2020               | Winterberg (Alemania)       | Medalla de plata  | Cuádruple        |
| 2021               | Winterberg (Alemania)       | Medalla de oro    | Doble            |
| 2021               | Winterberg (Alemania)       | Medalla de oro    | Cuádruple        |
| 2022               | Sankt Moritz (Suiza)        | Medalla de oro    | Doble            |
| 2023               | Altenberg (Alemania)        | Medalla de plata  | Cuádruple        |